# Puberteit (hoorspel)
Puberteit is een hoorspel van Rosemary Timperley. Shock in the Afternoon werd vertaald door Hélène Swildens. De TROS zond het uit op woensdag 10 november 1976, van 23:00 uur tot 23:49 uur. De regisseur was Rob Geraerds.

## Rolbezetting
- IJda Andrea (Joan Cranford)
- Paul van der Lek (Malcolm Cranford)
- Hans Karsenbarg (Navil Cranford)
- Eva Janssen (Agnes Cranford)
- Willy Ruys (Dr. Forrester)

## Inhoud
In dit hoorspel schildert de auteur een conflictsituatie tussen een moeder en haar zoon. Die is in zijn puberteit, een periode waarin hij ontvankelijk is voor tal van invloeden, zowel goede als slechte. Met een overdreven moederlijke bezorgdheid probeert de vrouw haar "zoontje" te beschermen tegen allerlei mogelijke slechte invloeden die hem bedreigen en hem weleens anders dan anderen kunnen laten worden. Het is voor een verstarde, preutse vrouw dan ook een geweldige schok als zij op een middag bij haar thuiskomst ontdekt, dat haar zoon zich – gekleed in een van haar japonnen – staat te bewonderen voor haar spiegel...